# Polaków portret własny (wystawa)
Polaków Portret Własny – wystawa otwarta 8 października 1979 w Muzeum Narodowym w Krakowie.
Organizatorem wystawy był Marek Rostworowski – ówczesny dyrektor Muzeum. Polaków portret własny to autoportret Polaków, przedstawiony za pomocą prawie 1000 eksponatów, jakie zgromadzono na krakowskiej wystawie. Wystawa cieszyła się wielką popularnością. Szacuje się, że obejrzało ją około 80 000 widzów.